# دیان ویترز
دیان ویترز (انگلیسی: Dion Waiters، زاده ۱۰ دسامبر ۱۹۹۱) یک بازیکن بسکتبال اهل ایالات متحده آمریکا است.
وی سابقه بازی در تیم‌هایی همچون کلیولند کاوالیرز، اکلاهما سیتی تاندر و میامی هیت را در کارنامه دارد.